# بالتاسار بروم
بالتاسار بروم (انگلیسی: Baltasar Brum؛ زاده ۱۸ ژوئن ۱۸۸۳ – درگذشته ۳۱ مارس ۱۹۳۳) وکیل، و دیپلمات اهل اروگوئه بود. وی از ۱ مارس ۱۹۱۹ تا ۱ مارس ۱۹۲۳ رئیس‌جمهور این کشور بود.
بالتاسار بروم در ۳۱ مارس ۱۹۳۳، در سن ۴۹ سالگی خودکشی کرد.